# Pave Leo 12.
Pave Leo 12. (22. august 1760 – 10. februar 1829) var pave fra år 1823, hvor han blev valgt, frem til sin død i 1829.
| Efterfulgte: Pius 7. 1800-1823 | Pave 1823-1829 | Efterfulgtes af: Pius 8. 1829-1830 |

- Wikimedia Commons har flere filer relateret til Pave Leo 12.